# Marília Gabriela
Marília Gabriela Baston de Toledo (Campinas, 31 de maio de 1948), mais conhecida como Gabi, é uma jornalista, apresentadora de televisão, atriz, escritora e cantora brasileira. Considerada uma das maiores entrevistadoras da história da televisão brasileira, Gabi construiu uma carreira multifacetada e de grande impacto na mídia, conhecida por seu estilo incisivo, inteligente e elegante.

## Início da vida e formação
Filha de Antenor de Toledo, descendente de Espanhóis, e de Maria Gabi Baston, descendente de Italianos e Portugueses, Marília Gabriela nasceu em Campinas, interior de São Paulo. Cursou o ensino primário no 8º Grupo Escolar do Bonfim, atual Escola Estadual Dom João Nery, localizado na Avenida Erasmo Braga, em sua cidade natal. Na década de 1960, mudou-se para Ribeirão Preto, onde cursou Psicologia na Faculdade de Filosofia, Ciências e Letras de Ribeirão Preto (FFCLRP), instituição que posteriormente viria a integrar a Universidade de São Paulo (USP), mas que na época era um 'Instituto Isolado de Ensino Superior'. No entanto, sua paixão pela comunicação a levou a trilhar outros caminhos.

## Carreira

### Jornalismo e Televisão
Marília Gabriela iniciou sua trajetória no jornalismo em 1969, aos 21 anos, como estagiária no Jornal Nacional da Rede Globo, no Rio de Janeiro. Seu talento logo foi reconhecido e, no mesmo ano, foi convidada para apresentar o Jornal Hoje em São Paulo.
Em 1973, passou a integrar a equipe do Fantástico, onde se destacou como repórter especial, realizando matérias por todo o Brasil e no exterior. Sua primeira reportagem para o programa foi sobre o aniversário de morte de Carmen Miranda.
O grande marco em sua carreira na Globo viria em 1980, quando se tornou âncora do inovador programa TV Mulher. A atração matinal revolucionou a televisão brasileira ao abordar temas considerados tabus para a época, como sexo e feminismo, além de discutir moda, cultura e comportamento. Ao lado de Gabi, o programa contava com a coapresentação do jornalista Ney Gonçalves Dias e um time de colunistas notáveis, incluindo a então sexóloga Marta Suplicy, o estilista Clodovil Hernandes, o cartunista Henfil, o psicanalista Eduardo Mascarenhas, a nutricionista Marilu Torres, a esteticista Ala Szerman e a colunista social Hildegard Angel. O TV Mulher foi um sucesso de audiência e crítica, consolidando Marília Gabriela como uma das principais comunicadoras do país.
Após deixar o TV Mulher em 1984, Gabi atuou como correspondente da TV Globo na Inglaterra por aproximadamente seis meses, além de realizar matérias especiais em Nova Iorque para o Fantástico. Insatisfeita com os rumos de sua carreira na emissora, aceitou uma proposta de João Carlos Saad e transferiu-se para a Rede Bandeirantes.
Na Bandeirantes, a partir de 1985, comandou o programa de variedades Marília Gabi Gabriela. Contudo, foi com o programa de entrevistas Cara a Cara, exibido aos domingos à noite, que ela se consagrou como "a maior entrevistadora da TV brasileira". Entre 1987 e 1994, além do Cara a Cara, apresentou o Jornal Bandeirantes. Foi na Band que mediou o histórico primeiro debate entre os candidatos à presidência Luiz Inácio Lula da Silva e Fernando Collor de Mello em 1989, um momento crucial da redemocratização brasileira.

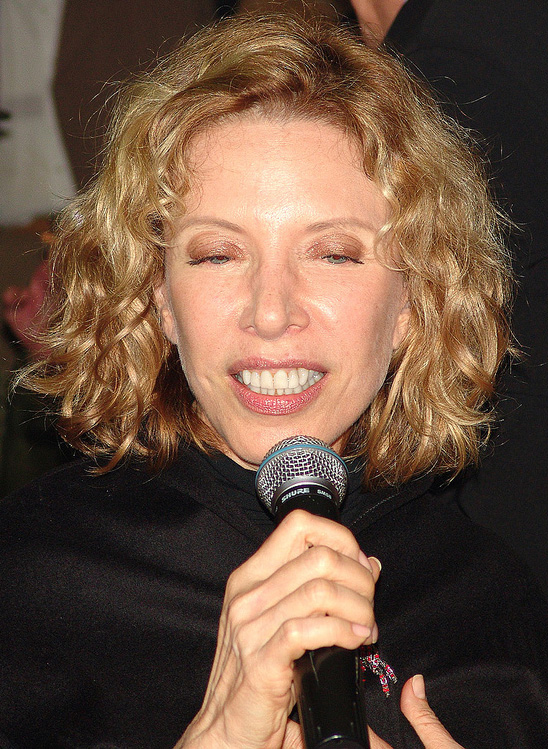
Marília Gabriela em 2005.

Em 1995, após deixar a Bandeirantes, foi contratada pela Rede CNT para apresentar um programa de entrevistas em horário nobre, com um salário reportado como recorde para um jornalista brasileiro na época (1 milhão de reais por mês, equivalente a cerca de meio milhão de dólares). A experiência, no entanto, foi breve.
No SBT, para onde se transferiu em 1997, apresentou o SBT Repórter por quatro anos e uma nova versão de seu consagrado programa de entrevistas, o De Frente com Gabi. Inicialmente semanal, o De Frente com Gabi passou a ser diário a partir de maio de 2002. Foi neste programa que ocorreu a controversa entrevista com a cantora estadunidense Madonna, marcada por um clima de tensão e desentendimentos. Gabi também teve uma passagem pela RedeTV! entre 2000 e 2002, onde comandou o Gabi.
Paralelamente à sua atuação na TV aberta, Marília Gabriela manteve por muitos anos (1998-2015) o programa Marília Gabriela Entrevista no canal por assinatura GNT, pelo qual passaram inúmeras personalidades da política, cultura e sociedade brasileira e internacional.
Em 2010, retornou ao SBT para uma nova temporada do De Frente com Gabi, exibido aos domingos. No mesmo ano, em 6 de julho, assinou com a TV Cultura para apresentar o tradicional programa de debates Roda Viva, mantendo seu compromisso com o SBT. Essa situação a levou a apresentar três programas em três emissoras distintas simultaneamente. Após um ano na TV Cultura, o SBT solicitou exclusividade da apresentadora em TV aberta.
Em 2013, ainda no SBT, estreou o programa Gabi Quase Proibida. Em janeiro de 2015, anunciou seu desligamento do SBT para se dedicar a projetos no teatro e à escrita de uma minissérie para o GNT. Em 2 de dezembro de 2015, encerrou seu contrato com o GNT após 20 anos de colaboração.
Em 2016, Marília Gabriela aventurou-se no universo digital ao lançar um canal no YouTube, intitulado "Marília Gabi Gabriela". No mesmo ano, apresentou uma reedição do clássico TV Mulher no Canal Viva, pertencente ao Grupo Globo. Em 2022, lançou um novo programa de entrevistas em formato virtual, o Gabi de Frente de Novo, em seu canal no YouTube.
Em 12 de maio de 2025, Marília Gabriela confirmou sua aposentadoria da televisão brasileira, encerrando uma carreira de 56 anos dedicados à comunicação.

### Carreira como Atriz

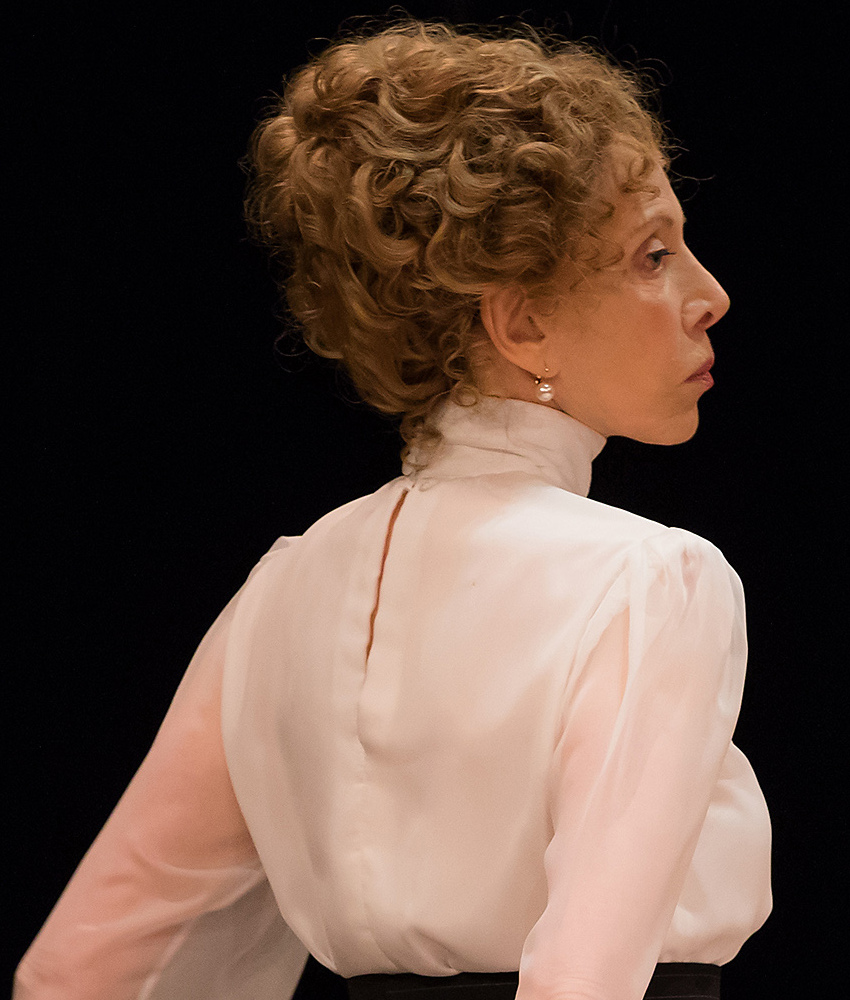
Marília Gabriela como Nora Helmer em "Casa de Bonecas - Parte 2" (2018).

Além de sua proeminente carreira como jornalista e apresentadora, Marília Gabriela também desenvolveu uma sólida trajetória como atriz, tanto no teatro quanto na televisão e no cinema.
Sua estreia nos palcos teatrais ocorreu em 2001, protagonizando a peça Esperando Beckett, escrita e dirigida por Gerald Thomas. Desde então, participou de diversas produções teatrais de destaque.
Na televisão, um de seus papéis mais marcantes foi na telenovela Senhora do Destino (2004), de Aguinaldo Silva, na qual interpretou duas personagens em fases distintas: Josefa Medeiros Duarte Pinto, uma jornalista durante o período da ditadura militar, e sua filha, Guilhermina de Medeiros Duarte Pinto Lefevre. Atuou também na minissérie JK (2006) e na telenovela Duas Caras (2007), onde viveu a divertida personagem Guigui. Em 2009, foi uma das protagonistas da série Cinquentinha, também de Aguinaldo Silva, ao lado de Susana Vieira e Betty Lago.
No cinema, participou de filmes como Ed Mort (1997), Avassaladoras (2002), O Diabo a Quatro (2004) e Sexo com Amor? (2008). Também emprestou sua voz para a personagem Guia Marinha na dublagem brasileira da animação Procurando Dory (2016).

## Vida pessoal
Marília Gabriela casou-se pela primeira vez em 1970 com Reinaldo Haddad. Tiveram um filho, Christiano Cochrane, nascido em 1972. Reinaldo faleceu em 1974, deixando-a viúva.
Seu segundo casamento foi com José Wallace Cochrane, mais conhecido como Zeca Cochrane, de 1976 a 1986. Desta união nasceu seu segundo filho, Theodoro Cochrane, em 1978, que também seguiu a carreira artística como ator.
Em 1999, após um ano de namoro, casou-se com o modelo e ator Reynaldo Gianecchini, 26 anos mais jovem. O relacionamento gerou grande interesse da mídia e do público. A separação do casal foi anunciada em 27 de outubro de 2006.
Após o término com Gianecchini, houve especulações sobre um relacionamento com o fotógrafo português de origem catalã Jordi Burch. No entanto, foi esclarecido que a relação era estritamente profissional, sendo Burch o responsável pelas fotografias do livro de Marília, Eu que amo tanto.
Marília é avó de Victor Henrique Moraes Vilela Cochrane, nascido em 22 de dezembro de 2003, em São Paulo, filho de Christiano Cochrane.

### Saúde e Estilo de Vida
Ao longo dos anos, Marília Gabriela foi aberta sobre seus cuidados com a saúde e a aparência. Em entrevista ao programa Pânico na TV, desmentiu boatos de que tomaria injeções diárias de procaína para retardar o envelhecimento. Contudo, confirmou o uso de vitaminas e hormônios, declarando: "Sou do tipo que pergunta aos médicos: Tem alguma coisa de novo? Quer testar? Testa em mim". Em entrevistas, também mencionou ter experimentado haxixe, maconha e cocaína entre as décadas de 1970 e 1980.
Em janeiro de 2020, revelou ter sido diagnosticada e tratada de um câncer de pele no nariz.
Em janeiro de 2024, Marília Gabriela anunciou em suas redes sociais que se tornou vegana, decisão inspirada, em parte, pela série documental da Netflix intitulada You Are What You Eat: A Twin Experiment.

## Filmografia

### Televisão
| Ano           | Título                      | Personagem / Função                                | Notas                                         | Emissora          |
| ------------- | --------------------------- | -------------------------------------------------- | --------------------------------------------- | ----------------- |
| 1973–1980     | Fantástico                  | Repórter Especial                                  |                                               | Rede Globo        |
| 1980–1984     | TV Mulher                   | Apresentadora                                      |                                               | Rede Globo        |
| 1982          | Marília, Mulher, Gabriela   | Apresentadora                                      |                                               | Rede Globo        |
| 1983          | Aplauso                     | Apresentadora                                      |                                               | Rede Globo        |
| 1984          | Show dos Shows              | Apresentadora                                      |                                               | Rede Globo        |
| 1985–1987     | Marília Gabi Gabriela       | Apresentadora                                      |                                               | Rede Bandeirantes |
| 1987–1988     | Canal Livre                 | Apresentadora                                      |                                               | Rede Bandeirantes |
| 1987–1994     | Cara a Cara                 | Apresentadora                                      |                                               | Rede Bandeirantes |
| 1987–1992     | Jornal Bandeirantes         | Apresentadora                                      |                                               | Rede Bandeirantes |
| 1994          | Domingo 10                  | Apresentadora                                      |                                               | Rede Bandeirantes |
| 1995–1996     | Marília Gabi Gabriela       | Apresentadora                                      |                                               | CNT               |
| 1996–2000     | SBT Repórter                | Apresentadora                                      |                                               | SBT               |
| 1996          | First Class                 | Apresentadora                                      |                                               | SBT               |
| 1998–2015     | Marília Gabriela Entrevista | Apresentadora                                      |                                               | GNT               |
| 1998–2000     | De Frente com Gabi          | Apresentadora                                      |                                               | SBT               |
| 2000–2002     | Gabi                        | Apresentadora                                      |                                               | RedeTV!           |
| 2002–2004     | De Frente com Gabi          | Apresentadora                                      |                                               | SBT               |
| 2003          | Romeu e Julieta             | Aia                                                | Especial de fim de ano                        | Rede Globo        |
| 2004          | Senhora do Destino          | Josefa de Medeiros Duarte Pinto                    | Episódios: "28 de junho–2 de julho" (1ª Fase) | Rede Globo        |
| 2004          | Senhora do Destino          | Maria Guilhermina de Medeiros Duarte Pinto Lefevre |                                               | Rede Globo        |
| 2004          | A Diarista                  | Pérola Brandão                                     | Episódio: "Aquele da Doida"                   | Rede Globo        |
| 2004          | Sob Nova Direção            | Branca                                             | Episódio: "Como Eliminar seus Chefes"         | Rede Globo        |
| 2006          | JK                          | Celita Bueno Cavallini                             |                                               | Rede Globo        |
| 2006          | Sob Nova Direção            | Rebeca                                             | Episódio: "Madrasta pra Cachorro"             | Rede Globo        |
| 2007          | Duas Caras                  | Margarida dos Anjos (Guigui)                       |                                               | Rede Globo        |
| 2009          | Cinquentinha                | Mariana Santoro                                    |                                               | Rede Globo        |
| 2010–2011     | Roda Viva                   | Apresentadora                                      |                                               | TV Cultura        |
| 2010–2015     | De Frente com Gabi          | Apresentadora                                      |                                               | SBT               |
| 2012          | Reviva                      | Apresentadora                                      |                                               | Canal Viva        |
| 2012          | Saturday Night Live         | Apresentadora Convidada                            | Episódio: "18 de agosto"                      | RedeTV!           |
| 2013–2014     | Gabi Quase Proibida         | Apresentadora                                      |                                               | SBT               |
| 2013          | Chiquititas                 | Ela Mesma                                          | Participação Especial                         | SBT               |
| 2014          | Porta dos Fundos            | Ela Mesma                                          | Episódio: "De Frente"                         | YouTube           |
| 2014          | As Canalhas                 | Celina                                             | Episódio: "Celina, A Mãe Dedicada"            | GNT               |
| 2016          | TV Mulher                   | Apresentadora                                      | Nova versão                                   | Viva              |
| 2016          | Adnight                     | Treinadora de Adnet                                | Episódio: "Piloto" (Programa de estreia)      | Rede Globo        |
| 2016–2017     | Marília Gabi Gabriela       | Apresentadora                                      | Canal no YouTube                              | YouTube           |
| 2019          | O Doutrinador - A Série     | Ministra Marta Regina                              | Space                                         | YouTube           |
| 2022–presente | Gabi de Frente de Novo      | Apresentadora                                      | Canal no YouTube                              | YouTube           |

### Cinema
| Ano  | Título                      | Papel                   | Notas               |
| ---- | --------------------------- | ----------------------- | ------------------- |
| 1997 | Ed Mort                     | Silva                   |                     |
| 2002 | Avassaladoras               | Débora                  |                     |
| 2003 | Gregório de Matos           | Abadessa                |                     |
| 2003 | Lisbela e o Prisioneiro     | Vozes adicionais        | Dublagem            |
| 2004 | O Diabo a Quatro            | Regina                  |                     |
| 2005 | Quanto Vale ou É por Quilo? | Cliente no antiquário   | Participação        |
| 2008 | Sexo com Amor?              | Mônica                  |                     |
| 2008 | Bellini e o Demônio         | Letícia                 |                     |
| 2010 | Olho no Olho                | Ana Lee                 | Curta-metragem      |
| 2016 | Procurando Dory             | Guia Marinha (voz)      | Dublagem brasileira |
| 2018 | O Doutrinador               | Ministra Marta Regina   |                     |
| 2022 | Primavera                   | Nossa Senhora das Rosas | Filmado em 2008     |

### Teatro
| Ano       | Título                                  | Personagem       | Autor                                            | Direção          |
| --------- | --------------------------------------- | ---------------- | ------------------------------------------------ | ---------------- |
| 2001      | Esperando Beckett                       | Vladimir (Vlad)  | Gerald Thomas                                    | Gerald Thomas    |
| 2006      | Lady Macbeth                            | Lady Macbeth     | William Shakespeare (adaptação de Gerald Thomas) | Gerald Thomas    |
| 2008      | Aquela Mulher                           | Aquela Mulher    | Theresa Rebeck                                   | Antônio Fagundes |
| 2015      | Vanya e Sonia e Masha e Spike           | Masha            | Christopher Durang                               | Jorge Takla      |
| 2017      | Constelações                            | Marianne         | Nick Payne                                       | Ulysses Cruz     |
| 2018–2019 | Casa de Bonecas - Parte 2               | Nora Helmer      | Lucas Hnath                                      | Regina Galdino   |
| 2025      | A Ùltima Entrevista de Marília Gabriela | Marília Gabriela | Michelle Ferreira                                | Bruno Guida      |

## Livros
- 2008: Eu Que Amo Tanto (Editora Rocco) (O livro, que reúne relatos de mulheres sobre suas paixões avassaladoras, inspirou uma série homônima, exibida como quadro no programa Fantástico da Rede Globo em 2014.)[47]

## Discografia

### Álbuns de estúdio
- 1982: Marília Gabriela (Selo: Opus Columbia / Som Livre)
- 1984: Marília Gabriela (Selo: Som Livre)
- 2002: Perdida de Amor (Selo: Universal Music) (Com participações de Simone e Caetano Veloso.)

## Prêmios e Indicações
| Ano  | Prêmio                       | Categoria                                       | Nomeação                      | Resultado | Ref.   |
| ---- | ---------------------------- | ----------------------------------------------- | ----------------------------- | --------- | ------ |
| 1980 | Troféu APCA                  | Melhor Entrevistadora de Televisão              | TV Mulher                     | Venceu    | [ 48 ] |
| 1988 | Troféu APCA                  | Melhor Entrevistadora de Televisão              | Cara a Cara                   | Venceu    | [ 49 ] |
| 1997 | Troféu APCA                  | Melhor Entrevistadora de Televisão              | Marília Gabriela Entrevista   | Venceu    | [ 49 ] |
| 1998 | Troféu Imprensa              | Melhor Programa de Entrevistas                  | De Frente com Gabi            | Venceu    | [ 50 ] |
| 1999 | Troféu Imprensa              | Melhor Programa de Entrevistas                  | De Frente com Gabi            | Venceu    | [ 51 ] |
| 2003 | Troféu Imprensa              | Melhor Apresentadora ou Animadora de TV         | De Frente com Gabi            | Indicado  | [ 52 ] |
| 2004 | Troféu Imprensa              | Melhor Apresentadora ou Animadora de TV         | De Frente com Gabi            | Indicado  | [ 53 ] |
| 2011 | Troféu Imprensa              | Melhor Apresentadora ou Animadora de TV         | De Frente com Gabi            | Indicado  | [ 54 ] |
| 2012 | Troféu Imprensa              | Melhor Apresentadora ou Animadora de TV         | De Frente com Gabi            | Indicado  | [ 55 ] |
| 2013 | Troféu Imprensa              | Melhor Apresentadora ou Animadora de TV         | De Frente com Gabi            | Indicado  | [ 56 ] |
| 2005 | Prêmio Comunique-se          | Apresentador de TV                              | De Frente com Gabi            | Venceu    | [ 57 ] |
| 2008 | Prêmio Contigo! de TV        | Melhor Atriz Coadjuvante                        | Duas Caras                    | Indicado  | [ 58 ] |
| 2009 | Prêmio Comunique-se          | Apresentador de TV                              | Marília Gabriela Entrevista   | Venceu    | [ 59 ] |
| 2010 | Prêmio Contigo! de TV        | Melhor Atriz de Série/Minissérie                | Cinquentinha                  | Indicado  | [ 60 ] |
| 2010 | Prêmio Arte Qualidade Brasil | Melhor Apresentador(a) de Programa de Auditório | De Frente com Gabi            | Indicado  | [ 61 ] |
| 2015 | Prêmio Bibi Ferreira         | Melhor Atriz Coadjuvante em Peça                | Vanya e Sonia e Masha e Spike | Indicado  | [ 62 ] |
| 2018 | Prêmio Bibi Ferreira         | Melhor Atriz em Peça                            | Casa de Bonecas - Parte 2     | Indicado  | [ 63 ] |